# Can-Am sezona 1970
Can-Am sezona 1970 je bila peta sezona serije Can-Am, ki je potekala med 14. junijem in 1. novembrom 1970. 

## Spored dirk
| Št | Dirka                          | Dirkališče                        | Datum         |
| -- | ------------------------------ | --------------------------------- | ------------- |
| 1  | Labatt's Blue Trophy           | Mosport Park                      | 14. junij     |
| 2  | Mont-Tremblant 50              | Circuit Mont-Tremblant            | 28. junij     |
| 3  | Watkins Glen Can-Am            | Watkins Glen International        | 12. julij     |
| 4  | Klondike Trail 200             | Edmonton Speedway Park            | 26. julij     |
| 5  | Buckeye Can-Am                 | Mid-Ohio Sports Car Course        | 23. avgust    |
| 6  | Road America Can-Am            | Road America                      | 30. avgust    |
| 7  | Atlanta Grand Prix             | Road Atlanta                      | 13. september |
| 8  | Minneapolis Tribune Grand Prix | Donnybrooke International Raceway | 27. september |
| 9  | Monterey Castrol Grand Prix    | Laguna Seca Raceway               | 18. oktober   |
| 10 | Los Angeles Times Grand Prix   | Riverside International Raceway   | 1. november   |

## Rezultati
| Št | Dirkališče     | Zmag. moštvo                   | Poročilo |
| Št | Dirkališče     | Zmag. dirkač                   | Poročilo |
| -- | -------------- | ------------------------------ | -------- |
| 1  | Mosport        | #48 McLaren Cars               | Poročilo |
| 1  | Mosport        | Dan Gurney                     | Poročilo |
| 2  | Mont-Tremblant | #48 Bruce McLaren Motor Racing | Poročilo |
| 2  | Mont-Tremblant | Dan Gurney                     | Poročilo |
| 3  | Watkins Glen   | #5 Bruce McLaren Motor Racing  | Poročilo |
| 3  | Watkins Glen   | Denny Hulme                    | Poročilo |
| 4  | Edmonton       | #5 Bruce McLaren Motor Racing  | Poročilo |
| 4  | Edmonton       | Denny Hulme                    | Poročilo |
| 5  | Mid-Ohio       | #5 Bruce McLaren Motor Racing  | Poročilo |
| 5  | Mid-Ohio       | Denny Hulme                    | Poročilo |
| 6  | Road America   | #7 Bruce McLaren Motor Racing  | Poročilo |
| 6  | Road America   | Peter Gethin                   | Poročilo |
| 7  | Road Atlanta   | #8 A.G. Dean Ltd.              | Poročilo |
| 7  | Road Atlanta   | Tony Dean                      | Poročilo |
| 8  | Donnybrooke    | #5 Bruce McLaren Motor Racing  | Poročilo |
| 8  | Donnybrooke    | Denny Hulme                    | Poročilo |
| 9  | Laguna Seca    | #5 Bruce McLaren Motor Racing  | Poročilo |
| 9  | Laguna Seca    | Denny Hulme                    | Poročilo |
| 10 | Riverside      | #5 Bruce McLaren Motor Racing  | Poročilo |
| 10 | Riverside      | Denny Hulme                    | Poročilo |

## Dirkaško prvenstvo
Prva šesterica dirkačev dobi prvenstvene točke po sistemu: 9-6-4-3-2-1.
| Poz | Dirkač                | Moštvo                                                                                                 | Dirkalnik                                                               | Motor                     | 1. | 2. | 3. | 4. | 5. | 6. | 7. | 8. | 9.  | 10. | Skupaj |
| --- | --------------------- | --- | ----------------------------------------------------------------------- | ------------------------- | -- | -- | -- | -- | -- | -- | -- | -- | --- | --- | ------ |
| 1   | Denny Hulme           | Bruce McLaren Racing                                                                                   | McLaren M8D                                                             | Chevrolet                 | 12 |    | 20 | 20 | 20 |    |    | 20 | 20  | 20  | 132    |
| 2   | Lothar Motschenbacher | Motschenbacher Racing                                                                                  | McLaren M8B McLaren M12 McLaren M8C                                     | Chevrolet                 |    | 15 |    | 12 | 12 |    | 12 | 6  |     | 8   | 65     |
| 3   | Peter Gethin          | Bruce McLaren Racing                                                                                   | McLaren M8B                                                             | Chevrolet                 |    |    |    | 12 | 2  | 20 | 4  | 15 |     |     | 56     |
| 4   | Dave Causey           | Dave Causey                                                                                            | Lola T163                                                               | Chevrolet                 | 4  | 2  |    | 8  |    | 12 | 15 | 3  | (2) | 3   | 47     |
| 5   | Jackie Oliver         | Autocoast Titanium Racing                                                                              | Autocoast Ti22                                                          | Chevrolet                 | 15 |    |    |    |    |    |    |    | 15  | 15  | 45     |
| 6   | Tony Dean             | A.G. Dean Ltd.                                                                                         | Porsche 908/02                                                          | Porsche                   | 10 |    |    |    |    | 8  | 20 | 4  |     | 2   | 44     |
| 7   | Dan Gurney            | Bruce McLaren Racing                                                                                   | McLaren M8D                                                             | Chevrolet                 | 20 | 20 | 2  |    |    |    |    |    |     |     | 42     |
| 8   | Peter Revson          | Carl Haas Racing                                                                                       | Lola T220                                                               | Chevrolet                 |    |    |    |    | 15 |    |    | 12 | 12  |     | 39     |
| 9   | Bobby Brown           | Bob Brown Racing Eno de Pasquale                                                                       | McLaren M6B Lola T163                                                   | Chevrolet                 |    | 10 | 3  | 10 |    | 6  |    |    |     | 6   | 35     |
| 10  | Roger McCaig          | Roger McCaig                                                                                           | McLaren M8C                                                             | Chevrolet                 | 8  | 8  |    | 3  | 6  |    | 8  |    |     | 1   | 34     |
| 11  | Chris Amon            | March Engineering                                                                                      | March 707                                                               | Chevrolet                 |    |    |    |    |    |    |    | 8  | 10  | 10  | 28     |
| 12  | Gary Wilson           | Gary Wilson                                                                                            | Lola T163                                                               | Chevrolet                 |    |    |    | 6  | 8  | 10 |    |    | 3   |     | 27     |
| 13  | Pedro Rodríguez       | J.W. Automotive North American Racing Team Castrol Team BRM                                            | Porsche 917K Ferrari 512S BRM P154                                      | Porsche Ferrari Chevrolet |    |    |    |    |    |    |    | 2  | 8   | 12  | 26     |
| 14  | Chuck Parsons         | Chuck Parsons                                                                                          | Lola T160/3                                                             | Chevrolet                 |    | 3  |    |    | 10 |    |    |    | 6   |     | 19     |
| 15= | Vic Elford            | Porsche-Audi USA Advanced Vehicle Systems Vic Nelli Chaparral Cars Inc. Frank Kahlich Agapiou Brothers | Porsche 917K AVS Shadow Lola T70 Mk.3 Chaparral 2J McLaren M6B Ford G7A | Porsche Chevrolet Ford    |    |    | 10 |    |    |    | 6  |    |     |     | 16     |
| 15= | Oscar Koveleski       | Oscar Koveleski                                                                                        | McLaren M8B                                                             | Chevrolet                 |    | 6  |    |    |    |    | 10 |    |     |     | 16     |
| 17= | Jo Siffert            | J.W. Automotive                                                                                        | Porsche 917K                                                            | Porsche                   |    |    | 15 |    |    |    |    |    |     |     | 15     |
| 17= | Bob Bondurant         | Smith-Oeser Racing                                                                                     | Lola T160                                                               | Chevrolet                 |    |    |    |    |    | 15 |    |    |     |     | 15     |
| 19  | Jim Adams             | Earle-Cord Racing                                                                                      | Ferrari 512S Ferrari 512P                                               | Ferrari                   |    |    |    | 4  |    |    |    | 10 |     |     | 14     |
| 20= | George Eaton          | Castrol Team BRM                                                                                       | BRM P154                                                                | Chevrolet                 |    | 12 |    |    |    |    |    |    |     |     | 12     |
| 20= | Richard Attwood       | Porsche-Audi USA                                                                                       | Porsche 917K                                                            | Porsche                   |    |    | 12 |    |    |    |    |    |     |     | 12     |
| 22  | Dick Durant           | Dick Durant                                                                                            | Lola T163                                                               | Chevrolet                 | 3  |    |    |    | 4  | 2  | 3  |    |     |     | 12     |
| 23  | Mario Andretti        | SpA Ferrari SEFAC                                                                                      | Ferrari 512S                                                            | Ferrari                   |    |    | 8  |    |    |    |    |    |     |     | 8      |
| 24  | Tony Adamowicz        | Vic Nelli Motschenbacher Racing                                                                        | Lola T70 Mk.3 McLaren M12                                               | Chevrolet                 |    |    |    |    |    |    |    |    | 4   | 4   | 8      |
| 25= | Gordon Dewar          | Gordon Dewar                                                                                           | McLaren M6B                                                             | Chevrolet                 | 6  |    |    |    |    |    |    |    |     |     | 6      |
| 25= | Gijs van Lennep       | Martini Racing                                                                                         | Porsche 917K                                                            | Porsche                   |    |    | 6  |    |    |    |    |    |     |     | 6      |
| 27  | Graeme Lawrence       | Canadian Can-Am Racing                                                                                 | McLaren M12                                                             | Chevrolet                 |    |    |    |    |    | 3  | 2  |    | 1   |     | 6      |
| 28  | Brian Redman          | J.W. Automotive                                                                                        | Porsche 917K                                                            | Porsche                   |    |    | 4  |    |    |    |    |    |     |     | 4      |
| 29= | Brooke Doran          | Marshall Brooke Doran                                                                                  | Lola T163                                                               | Chevrolet                 | 2  |    |    |    |    |    |    |    |     |     | 2      |
| 29= | Leonard Janke         | Janke Auto Inc.                                                                                        | McLaren M1C                                                             | Chevrolet                 |    |    |    | 2  |    |    |    |    |     |     | 2      |
| 31= | Rainer Brezinka       | Rainer Brezinka                                                                                        | McLaren M1C                                                             | Chevrolet                 | 1  |    |    |    |    |    |    |    |     |     | 1      |
| 31= | Cliff Apel            | Cliff Apel                                                                                             | McLaren M6B                                                             | Chevrolet                 |    | 1  |    |    |    |    |    |    |     |     | 1      |
| 31= | Gérard Larrousse      | Martini Racing                                                                                         | Porsche 908/02                                                          | Porsche                   |    |    | 1  |    |    |    |    |    |     |     | 1      |
| 31= | Chuck Frederick       | C.E. Frederick                                                                                         | McKee Mk.6B                                                             | Oldsmobile                |    |    |    | 1  |    |    |    |    |     |     | 1      |
| 31= | Bob Nagel             | Bob Nagel                                                                                              | Lola T70 Mk.3                                                           | Ford                      |    |    |    |    | 1  |    |    |    |     |     | 1      |
| 31= | Ron Goldleaf          | Ron Goldleaf                                                                                           | McLaren M6B                                                             | Chevrolet                 |    |    |    |    |    | 1  |    |    |     |     | 1      |
| 31= | George Drolsom        | George Drolsom                                                                                         | Lola T70 Mk.3                                                           | Chevrolet                 |    |    |    |    |    |    | 1  |    |     |     | 1      |
| 31= | Peter Gregg           | Peter Gregg                                                                                            | Lola T165                                                               | Chevrolet                 |    |    |    |    |    |    |    | 1  |     |     | 1      |